# Nikolaos Matusis
Nikolaos Matusis (gr. Νικόλαος Ματούση(ς); ur. 1898 w Samarina, zm. po 1981 w Atenach) – arumuński adwokat i polityk. W latach 1942–1943 regent Księstwa Pindosu. 
Nikolaos Matusis był zagorzałym nacjonalistą arumuńskim. W 1923 był przywódcą grupy komunistów w Trikali. W 1926 został usunięty z partii komunistycznej, przeniósł się do Larisy i związał się z Partią Wiejską Jannisa Sofianopulu. W 1941 został współpracownikiem Alcybiadesa Diamandi di Samarina, a następnie premierem Księstwa Pindosu – marionetkowego wołoskiego państwa w okupowanej przez Włochy północnej Grecji. Po abdykacji Diamandiego w czerwcu 1942 został regentem tego państwa, jednak przestał pełnić tę funkcję, gdy wyjechał do Aten, a potem do Rumunii. 
W komunistycznej Rumunii Matussi został skazany na 20 lat więzienia. W 1964 wrócił do Grecji, gdzie pod wpływem Georgiosa Papandreu uznano, że nie był odpowiedzialny za przestępstwa wojenne. W 1976 przywrócono mu prawa publiczne. Do 1981 mieszkał i pracował w Atenach jako adwokat. 